# NATO-Gipfel in Vilnius 2023

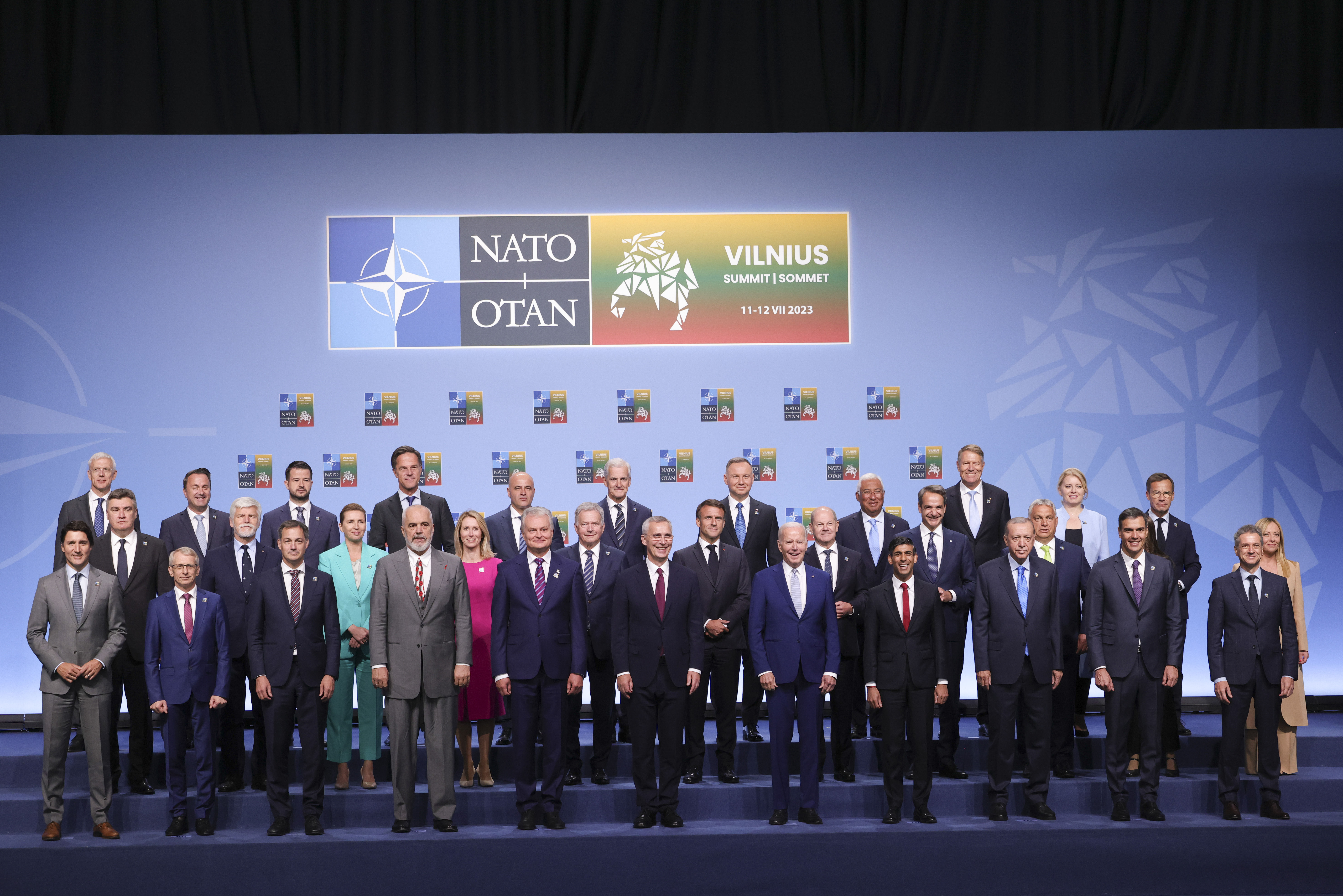
Gruppenbild der Teilnehmer am Nato-Gipfel in Vilnius am 11. Juli 2023

Der NATO-Gipfel 2023 fand am 11. und 12. Juli 2023 in der litauischen Hauptstadt Vilnius statt. Das Spitzentreffen der NATO-Mitgliedstaaten wurde während des NATO-Gipfels in Madrid 2022 formell vorgeschlagen; die Daten wurden am 9. November 2022 festgelegt.

## Vor dem Beginn des Gipfels
Der ukrainische Staatspräsident Wolodymyr Selenskyj drängte vor dem Gipfel auf einen baldigen Beitrittsprozess seines Staates zur NATO.
Schweden hoffte seit 2022, dass Ungarn und die Türkei die für dessen NATO-Mitgliedschaft erforderlichen Ratifizierungen abschließen würden. Hatte der türkische Staatschef Recep Erdoğan am 10. Juli 2023 eine Wiederaufnahme von EU-Beitrittsverhandlungen zur Voraussetzung für seine Zustimmung zum Beitritt Schwedens zur NATO gemacht, sicherte er der NATO und Schweden noch am selben Tag das Einverständnis der Türkei zu einem NATO-Beitritt Schwedens zu. Die ungarische Regierung beteuerte, sich der Aufnahme Schwedens zur NATO nicht zu verweigern, sollte die Türkei ihr Einverständnis geben.
Der kanadische Premierminister Justin Trudeau kündigte am 10. Juli 2023 bei einem Besuch in Ādaži – wo die Forward Presence Battlegroup Latvia (LatBat), unter der Führung Kanadas, stationiert ist – an, dass Kanada seine Militärpräsenz in Lettland „mehr als verdoppeln“ werde.

## Teilnehmer
| Staat                    | Bild                     | Name                     | Funktion                                |
| NATO und Mitgliedstaaten | NATO und Mitgliedstaaten | NATO und Mitgliedstaaten | NATO und Mitgliedstaaten                |
| ------------------------ | ------------------------ | ------------------------ | --------------------------------------- |
| NATO                     |                          | Jens Stoltenberg         | NATO-Generalsekretär                    |
| Albanien                 |                          | Edi Rama                 | Ministerpräsident                       |
| Belgien                  |                          | Alexander De Croo        | Ministerpräsident                       |
| Bulgarien                |                          | Nikolaj Denkow           | Ministerpräsident                       |
| Dänemark                 |                          | Mette Frederiksen        | Ministerpräsidentin                     |
| Deutschland              |                          | Olaf Scholz              | Bundeskanzler                           |
| Estland                  |                          | Kaja Kallas              | Premierministerin                       |
| Finnland                 |                          | Sauli Niinistö           | Präsident                               |
| Frankreich               |                          | Emmanuel Macron          | Staatspräsident                         |
| Griechenland             |                          | Kyriakos Mitsotakis      | Ministerpräsident                       |
| Island                   |                          | Katrín Jakobsdóttir      | Ministerpräsidentin                     |
| Italien                  |                          | Giorgia Meloni           | Präsident des Ministerrats              |
| Kanada                   |                          | Justin Trudeau           | Premierminister                         |
| Kroatien                 |                          | Zoran Milanović          | Präsident                               |
| Lettland                 |                          | Krišjānis Kariņš         | Ministerpräsident                       |
| Litauen                  |                          | Gitanas Nausėda          | Präsident                               |
| Luxemburg                |                          | Xavier Bettel            | Premierminister                         |
| Montenegro               |                          | Jakov Milatović          | Präsident                               |
| Niederlande              |                          | Mark Rutte               | Ministerpräsident                       |
| Nordmazedonien           |                          | Stevo Pendarovski        | Präsident                               |
| Norwegen                 |                          | Jonas Gahr Støre         | Ministerpräsident                       |
| Polen                    |                          | Andrzej Duda             | Präsident                               |
| Portugal                 |                          | António Costa            | Premierminister                         |
| Rumänien                 |                          | Klaus Johannis           | Präsident                               |
| Slowakei                 |                          | Zuzana Čaputová          | Präsidentin                             |
| Slowenien                |                          | Robert Golob             | Ministerpräsident                       |
| Spanien                  |                          | Pedro Sánchez            | Ministerpräsident                       |
| Tschechien               |                          | Petr Pavel               | Präsident                               |
| Türkei                   |                          | Recep Tayyip Erdoğan     | Präsident                               |
| Ungarn                   |                          | Viktor Orbán             | Ministerpräsident                       |
| Vereinigtes Königreich   |                          | Rishi Sunak              | Premierminister                         |
| Vereinigte Staaten       |                          | Joe Biden                | Präsident                               |
| Gäste                    |                          |                          |                                         |
| Australien               |                          | Anthony Albanese         | Premierminister                         |
| Europäische Union        |                          | Charles Michel           | Präsident des Europäischen Rates        |
| Europäische Union        |                          | Ursula von der Leyen     | Präsidentin der Europäischen Kommission |
| Georgien                 |                          | Ilia Dartschiaschwili    | Außenminister                           |
| Japan                    |                          | Fumio Kishida            | Premierminister                         |
| Neuseeland               |                          | Chris Hipkins            | Premierminister                         |
| Schweden                 |                          | Ulf Kristersson          | Ministerpräsident                       |
| Südkorea                 |                          | Yoon Suk-yeol            | Präsident                               |
| Ukraine                  |                          | Wolodymyr Selenskyj      | Präsident                               |

## Beschlüsse
Bereits am 10. Juli 2023 hatten sich die NATO-Mitgliedstaaten auf neue detaillierte Pläne für die Abwehr von möglichen russischen Angriffen auf das Bündnisgebiet verständigt.
Elf Staaten (Kanada sowie die EU-Mitgliedstaaten Belgien, Dänemark, Luxemburg, die Niederlande, Polen, Portugal, Rumänien und das zum Zeitpunkt des Gipfels nicht zur NATO gehörende Schweden) unterzeichneten beim Gipfel eine Vereinbarung zur Ausbildung ukrainischer Piloten an F-16-Kampfflugzeugen. Die angekündigte Ausbildung soll im August 2023 in Rumänien stattfinden, die Führung jedoch bei Dänemark und den Niederlanden liegen.

## Kontroversen
Angesichts der Zusagen zur Bereitstellung großer Mengen an weiteren Waffen und Munition – einschließlich der international geächteten Streumunition – forderten insbesondere die britische und die US-amerikanische Regierung, die ukrainischen Vertreter sollten sich „dankbarer“ zeigen. Presseberichten zufolge äußerte die britische Seite „wir sind nicht Amazon“, während die US-Delegation die Gespräche „wütend“ verließ.